# Lingua sapienziale

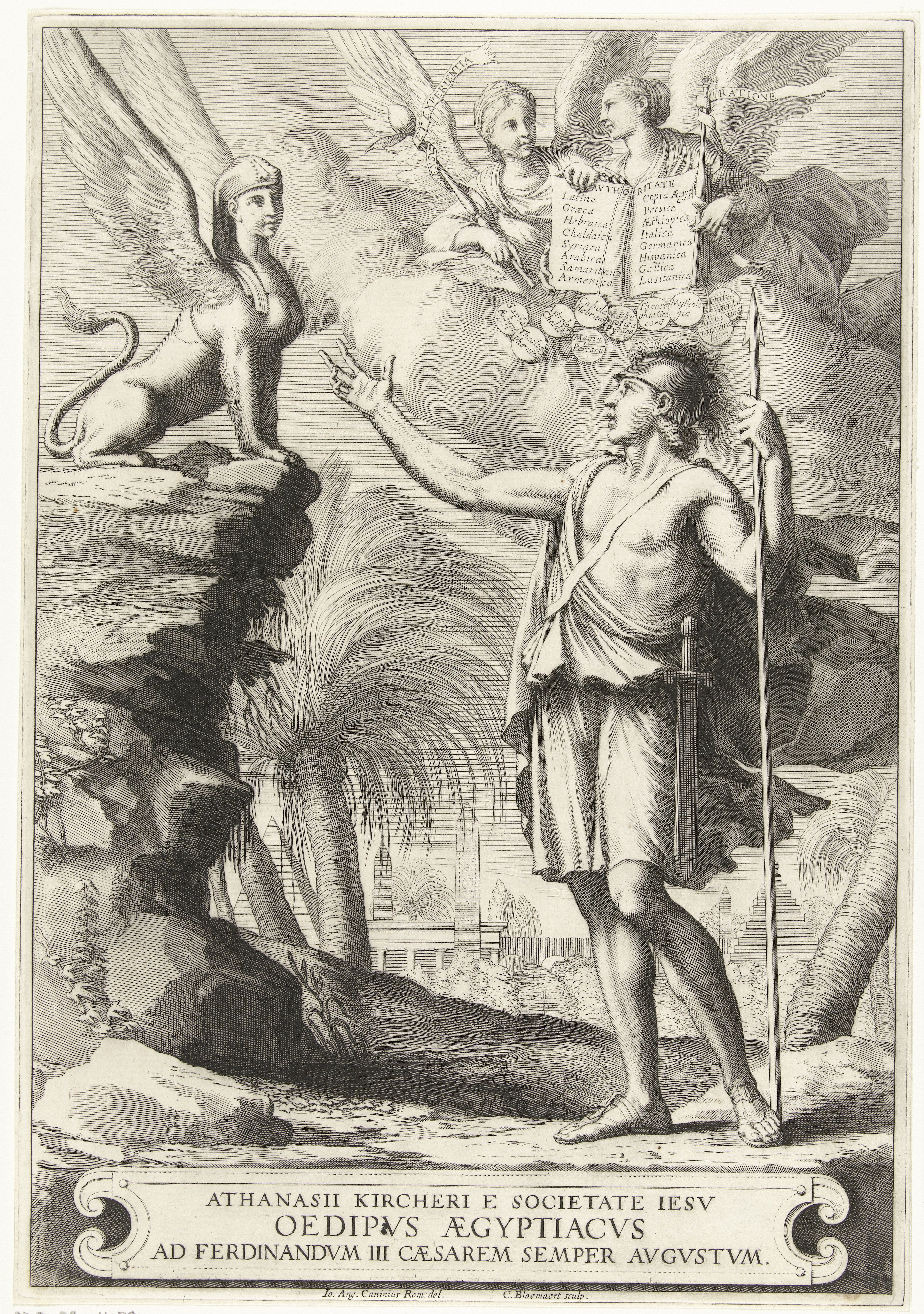
Frontespizio dall'Edipo Egizio di Athanasius Kircher, basato su un'interpretazione misterica dei geroglifici.

La lingua sapienziale sarebbe un'antichissima lingua capace di esprimere simbolicamente un profondo sapere, risalente ad epoche primordiali.
Si era pensato anticamente che dopo la distruzione della torre di Babele operata da Dio fosse possibile recuperare il primo linguaggio parlato da tutta l'umanità; la lingua di Adamo, perfetta nella sua capacità di esprimere l'essenza della realtà. Si riteneva che questa lingua fosse un antichissimo ebraico che col tempo aveva perso la sua originaria purezza. Nell'Umanesimo questa lingua viene identificata con quella egizia scritta in geroglifici.

## Storia

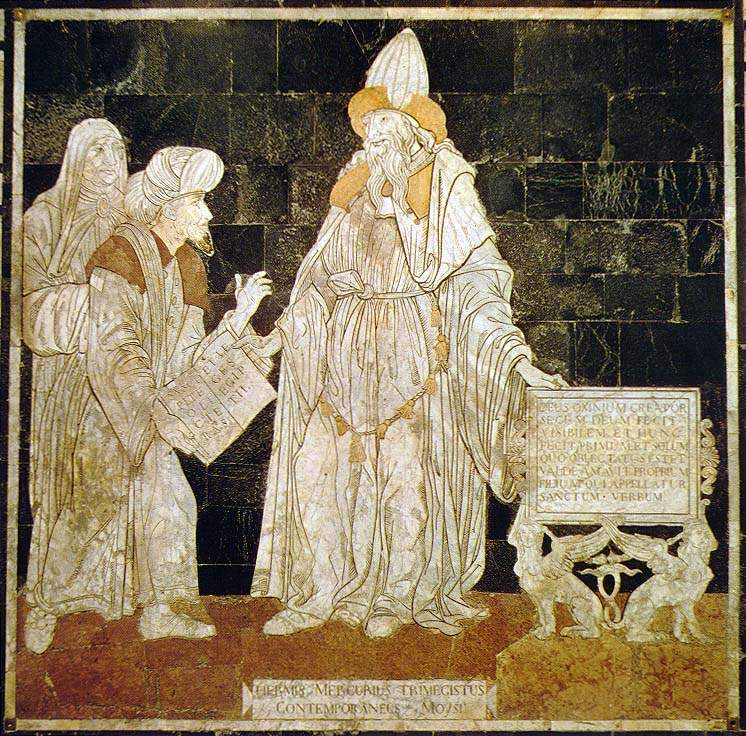
In diverse raffigurazioni Ermete Trismegisto è rappresentato nell'atto di donare all'umanità la sapienza attraverso i geroglifici

Questa lingua universale sarebbe stata capace di trasmettere i concetti tramite un'apprensione immediata di natura intuitiva anziché discorsiva: già in età ellenistica gli ermetisti ritenevano che non solo i saggi d'Egitto, ma anche i gimnosofisti indiani e i magi persiani fossero una delle principali fonti della conoscenza sapienziale.
(A. Dihle, I Greci e il mondo antico, Firenze,  Giunti, 1997, pp. 102-103)
Anche il filosofo Plotino riferiva della sapienza raggiunta dai saggi d'Egitto, i quali «non si servivano dei segni delle lettere», «ma disegnavano figure», «e ne decoravano i templi per mostrare che il procedimento discorsivo non appartiene al mondo di lassù».
Tra gli altri filosofi neoplatonici, Proclo, nel suo commento al Timeo platonico, riporta la testimonianza di Crantore da Soli secondo cui Platone avrebbe appreso dell'esistenza di Atlantide grazie ai simboli sapienziali scritti sulle stele dell'antico tempio di Sais in Egitto.
La lingua sapienziale divenne poi un requisito degli alchimisti, dai quali fu assimiliata alla lingua degli uccelli, ossia un idioma criptico basato sull'assonanza dei termini che bene si prestava a camuffare i concetti più elevati riservati agli iniziati.

### La scoperta di Cristoforo Buondelmonti
Nel 1419 il monaco Cristoforo Buondelmonti, studioso delle antiche civiltà e geografo, acquistò per conto di Cosimo de' Medici nell'isola di Andros un manoscritto, tradotto in greco da uno sconosciuto Filippo, intitolato Hieroglyphica, opera di un autore ignoto chiamato Horus-Apollo o Horapollus che affermava di essere egiziano. Nel 1422 il testo arrivò a Firenze e tradotto dal greco destò molto interesse tra i dotti umanisti poiché era l'unico antico trattato riguardante l'interpretazione dei geroglifici egiziani. L'opera, pur trattando dei geroglifici, si presentava senza illustrazioni.
In questo manoscritto l'autore sosteneva che Ermete Trismegisto non era, come si era creduto sino ad allora, l'inventore dell'alfabeto ma di una lingua più elaborata composta da geroglifici rappresentanti tramite disegni concetti complessi: una lingua filosofica sapienziale in grado di esprimere l'essenza delle cose. Mentre nei linguaggi comuni i nomi non rappresentano altro che un suono senza nessun significato di per sé, convenzionalmente stabilito presso i diversi parlanti, i geroglifici esprimevano un sapere elaborato.

### I geroglifici sorgente di perenne sapienza

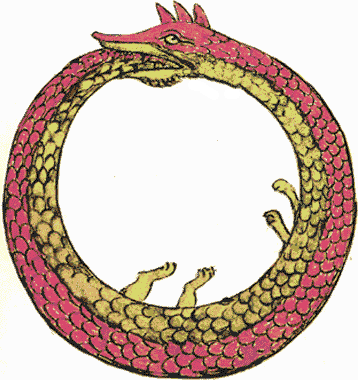
Una rappresentazione dell'Uroboro simbolo del tempo ciclico

L'occhio di Horus

I filosofi umanisti accolsero immediatamente questa interpretazione e i geroglifici furono considerati come sorgente perenne di sapienza.
Gli Hieroglyphica di Orapollo esercitarono dunque una notevole influenza sul simbolismo del Rinascimento, ed in modo particolare sul libro degli emblemi di Andrea Alciato (1492–1550) ed anche sulla Hypnerotomachia Poliphili, probabilmente di Francesco Colonna, e furono inoltre fonte di ispirazione per famosi pittori, tra i quali Bellini, Giorgione, Tiziano e Bosch.
Convinto della simbologia dei geroglifici, Marsilio Ficino (1433–1499) riteneva che gli antichi egizi per esprimere il tempo lo disegnassero come un serpente che si morde la coda: l'Uroboro, e che il geroglifico dell'occhio di Horus rappresentasse Dio.

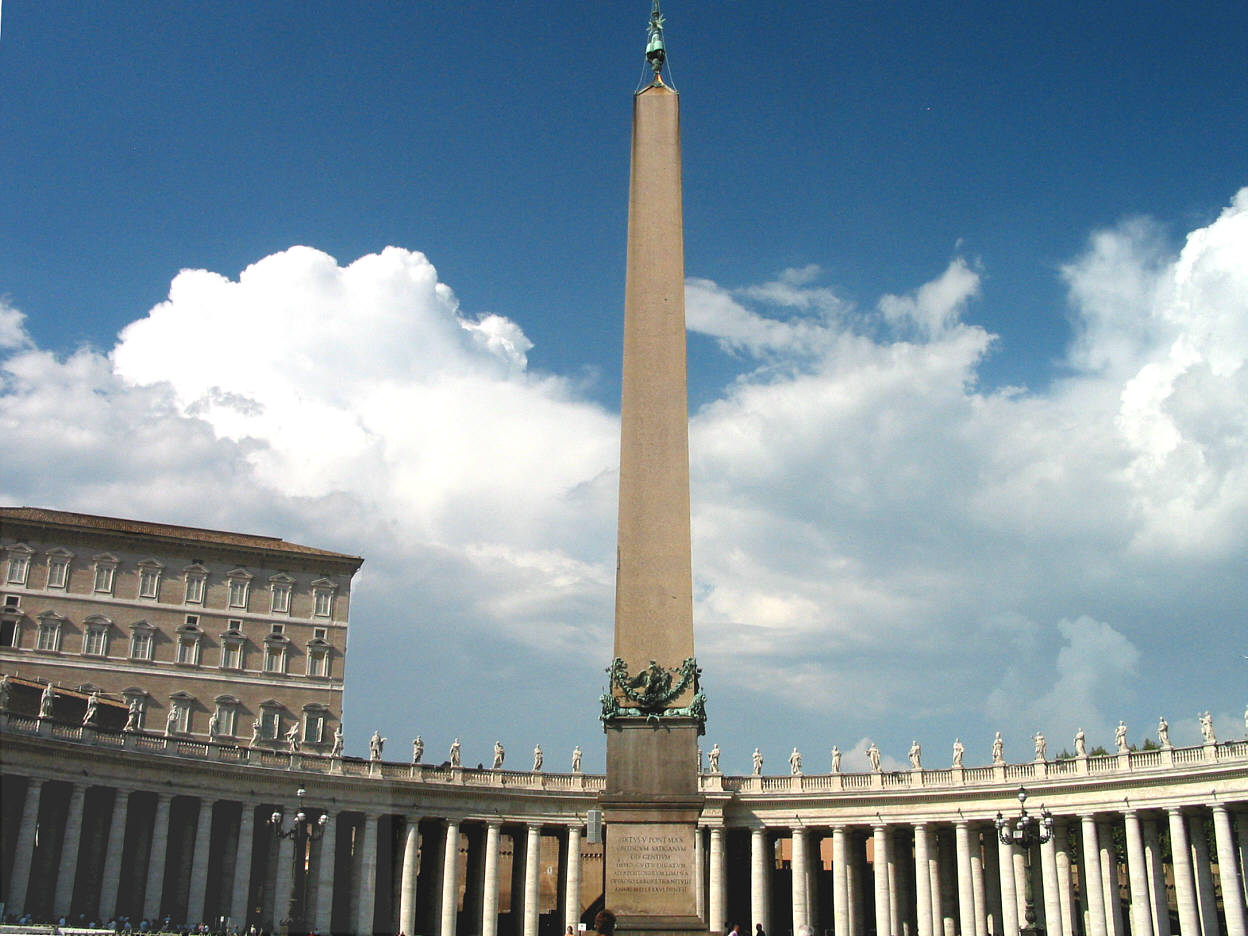
L'obelisco Vaticano

La stessa convinzione che la scrittura egizia nascondesse una lingua sapienziale era nell'opera Hieroglyphica, sive de sacris Aegyptiorum aliarumque gentium literis commentarii di Pierius Valerianus, il nome umanistico del letterato italiano Giovanni Pierio Valeriano Bolzanio (1477-1560) che aveva ricostruito, senza averne mai visto uno, un immaginario obelisco egizio con simboli che avrebbero dovuto rappresentare iscrizioni geroglifiche.
Obelischi reali erano invece quelli innalzati tra il 1585 e il 1590 da papa Sisto V che conosceva il valore simbolico di questi monumenti e che voleva servirsi anche della spiritualità pagana, rappresentata simbolicamente da quei quattro obelischi in origine eretti in onore del dio Sole ad Eliopoli e a Karnak, per riaffermare la potenza della Chiesa cattolica temporale così com'era stata configurata dal Concilio di Trento.

Anche Giordano Bruno (1548–1600) era convinto che quell'antichissima scrittura fosse propria degli dei: 
(G. Bruno, De Magia, 1590)
Bisognava allora «trovare immagini, segni, voci , sigilli viventi che potessero risanare la frattura, prodotta dai pedanti, nei mezzi di comunicazione con la natura divina e una volta trovati questi mezzi di comunicazione viventi(dopo averli impressi nella coscienza durante esperienze estatiche) unificare tramite essi l'universo, quale si riflette nella psiche; acquisire conseguentemente un potere magico e vivere la vita di un sacerdote egiziano in comunione magica con la natura».

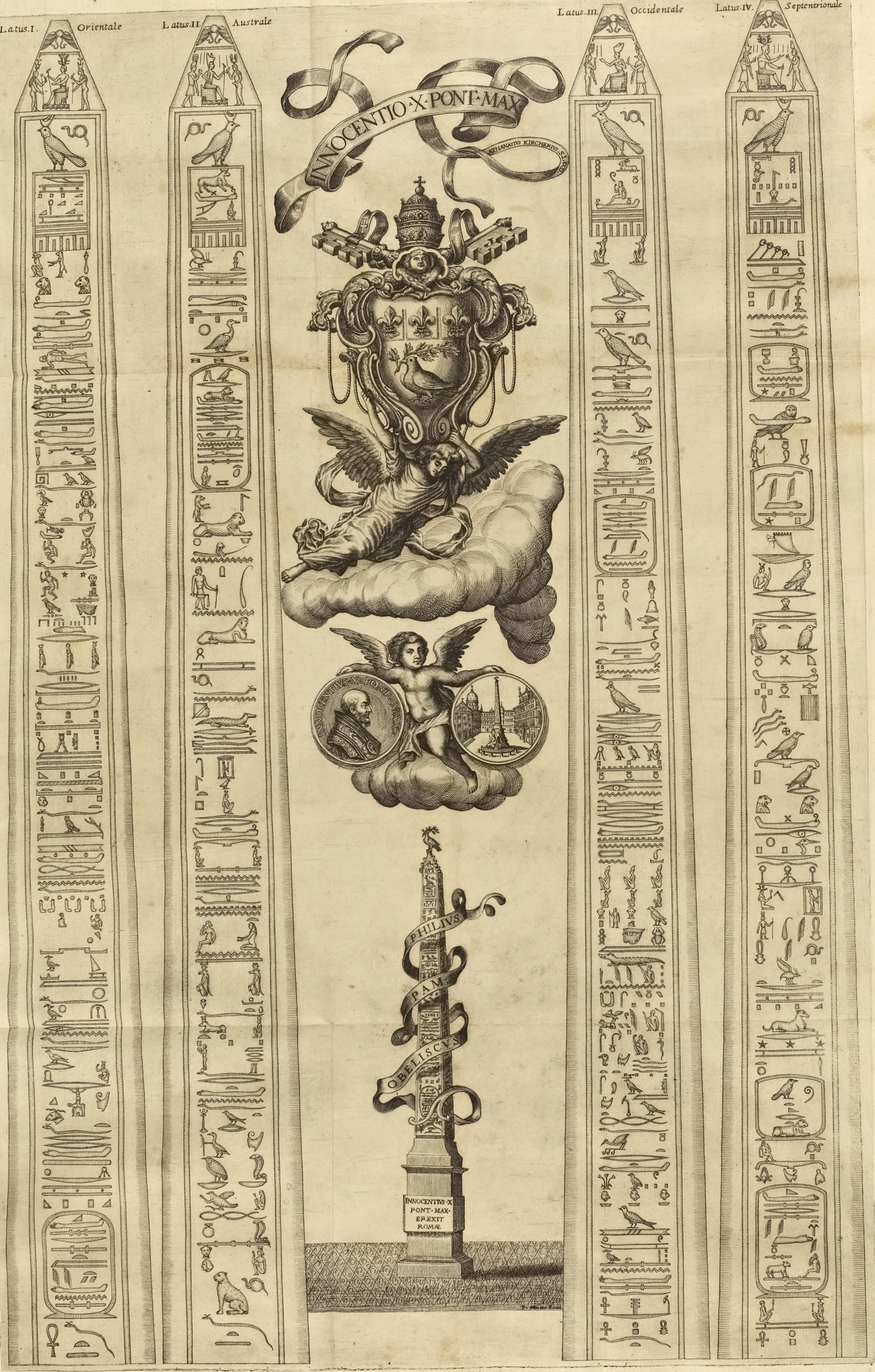
Illustrazioni dall'Obeliscus Pamphilius di Athanasius Kircher.

Spinto alla ricerca dei significati occulti dei geroglifici fu poi nel Seicento il gesuita tedesco Athanasius Kircher, che ne diede un'interpretazione simbolica anziché semantica: egli pensava che ogni segno rinviasse ad una molteplicità di contenuti sacri, rivelati dalla divinità direttamente a chi li aveva scritti. Egli così riscontrò persino una coincidenza dei significati religiosi della sapienza egizia con quelli della rivelazione cristiana, che lui attribuiva a una comune origine divina.
Ancora alle soglie del '700 Leibniz vedeva nella lingua cinese una lingua sapienziale capace, come i geroglifici egiziani, di esprimere profonde verità nascoste.
Tutte queste speculazioni sul testo di Orapollo elaborate dagli umanisti italiani si basavano sulla convinzione che si trattasse di un'opera antichissima mentre oggi si è scoperto che questa risaliva all'età ellenistica o probabilmente al V secolo quando la capacità di capire i geroglifici era ormai del tutto trascorsa.
L'idea che la scrittura egizia fosse un linguaggio figurato era in parte errata: salvo alcuni disegni che riproducevano le cose, quelle immagini erano segni fonetici, pressappoco come le lettere dell'alfabeto.